# Lor-K
Pour les articles ayant des titres homophones, voir Lorca.
Carole dite Lor-K, née en 1987 à Pau, est une street artiste et plasticienne française. Elle transforme des vieux matelas et des ordures trouvées dans la rue en œuvres d’art pour questionner les habitudes de consommation.

## Biographie

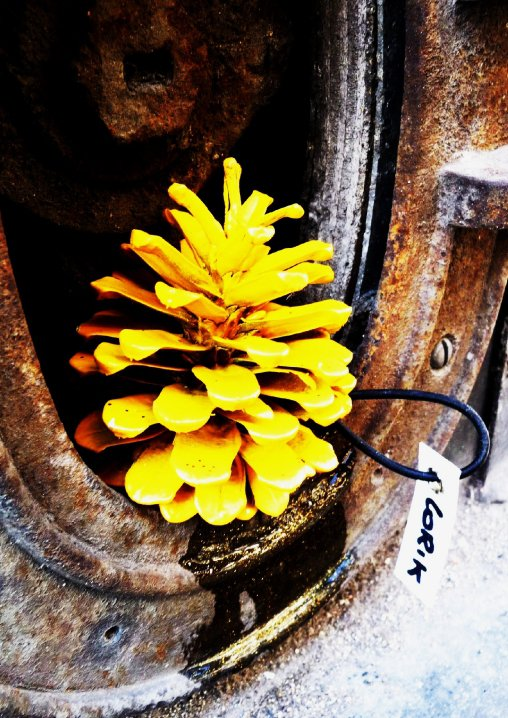
Sculpture performance - Nature morte - Paris 2009

### Jeunesse et études
Lor-K grandit dans la banlieue sud de Paris. Son père est réparateur d’ascenseur et sa mère cantinière. 
Elle étudie les arts plastiques à l'Université Panthéon-Sorbonne et enchaîne les emplois dans la grande distribution où elle est confrontée à la surconsommation,.

### Carrière artistique
Lor-K réalise des sculptures éphémères à partir d’encombrants trouvés dans la rue, qu’elle détruit, transforme et peint à la bombe pour questionner nos habitudes de consommation,,.
En 2012, elle réalise Objecticide, une série de trente d’interventions urbaines où elle ensanglante à la bombe des objets trouvés sur les trottoirs.
En 2016, elle passe neuf mois à créer des « recettes urbaines » à partir de matelas abandonnés,,,. Elle publie Eat me en novembre 2019 chez Pyramyd éditions, un livre de cuisine dans lequel elle rassemble trente de ses créations inspirées par la cuisine de rue comme la pizza, les sandwiches ou les sushis,,.
Lor-K documente systématiquement son travail en photos, éditions et vidéo. Pour partager son activisme urbain en lieu d'exposition, elle imprime chacune de ses archives photographiques en tirage unique.
Elle vit et travaille à Paris.

### Expositions, évènements et réalisations publiques
- Tower Power, sur invitation de la Fondation Desperados pour l'art urbain, création de 5 sculptures urbaines éphémères dans la ville de Marseille en collaboration avec 5 artistes émergents : Hot Spot avec Smith.367, Ecstasy avec Olga Shalashova, Baby Run avec Clément Pélisson, Dirty Free avec Quentin Dupuy et Sculptures avec Gabriel Bercolano (1er juin - 25 juillet 2021)[17],[18]
- Biennale Internationale d'Art Mural, Lille et Hauts-de-France, phase 1 (10 - 21 mai 2021)[19]
- 6 murs 6 artistes, Centre Pompidou en partenariat avec l'association le M.U.R., dans le cadre de « L'été apprenant », Paris, rue Maurice-Bouchor (juillet 2020)[20]
- EAT ME, Découper des matelas, bomber, assembler des mousses… créations surprises et recettes imaginées avec le public ! À l’école de l’anthropocène, Lyon, Les Halles du Faubourg (2 février 2020)[21]
- Regards sur nos restes, exposition collective, Lyon, Les Halles du Faubourg (11 janvier - 9 février 2020)[22]
- Re (Use) Re (Art), exposition collective, Paris, Galerie Woodgreen, rue Meslay (10 octobre - 9 novembre 2019)[23]
- Workshop tarte au citron, Viens cuisiner des matelas!, Lyon Street Food Festival, Lyon (13 septembre 2019)[24]
- Lyon Street Food Festival (4ème édition), Lyon (12 - 15 septembre 2019)[25]
- Peinture Fraîche Festival 2019, Halle Debourg, Lyon, Ateliers culinaires : sculpture à partir d’encombrants (3 - 12 mai 2019)[26],[27]
- Pure Waste, Biennale 1.618, Carreau du Temple, Paris, avec Benjamin Sabatier, Laurent Gongora, Aliza Eliazarov, Mandy Barker, Le Nouveau Ministère de l'Agriculture, Mathilde Pellé, Benjamin Gaulon, Eva Jospin, Stéfane Perraud et Aram Kebabdjian (31 mai - 3 juin 2018)[28]
- EAT ME, Recettes Urbaines , Galerie TATA, Metz (24 février - 24 mars 2018)
- IN / OUT, Entrez dehors ! , organisé par le Label NAU – Nouvel Art Urbain en collaboration avec Nicolas Mazet et le Centre d'Art Hôtel de Gallifet, rue de Penthièvre, Paris (18 - 31 octobre 2017)[29],[30],[31]
- Mur/Murs, festival des cultures urbaines, Vitry (28 septembre - 1er octobre 2017)[32]
- OuiShare Fest, Paris-Pantin 2017, Les Magasins généraux de Pantin (5 - 7 juillet 2017)
- In-Cité, festival de street art écologique, centre ville Carhaix, espace Plouf (1er juillet 2017)[33]
- Modul'Art, dans le cadre des Journées arts & culture dans l’enseignement supérieur, Paris, Université Pierre et Marie Curie, place Jussieu (27 mars - 4 mai 2017)
- Les enfants du graffiti, exposition collective réalisée en collaboration avec La rue est vers l'art, Strip Art et David Pluskwa, Gallifet Art Center, Hôtel de Gallifet, Aix-en-Provence (8 octobre 2016 - 22 mai 2017)[34],[35]
- Dérive estivale, Collectif Dérive, festival urbain, Paris, l'Ourcq blanc, rue de l'Ourcq (29 - 31 juillet 2016)
- Frozen Market, Collectif Dérive, Paris, l'Ourcq blanc, rue de l'Ourcq (26 - 28 février 2016)
- Code Barre : une société consommée, Association Culturelle Empreinte, IAE de Poitiers (27 février - 28 mars 2016)
- Nature morte, Bab's Galerie, Bagnolet, rue Sadi-Carnot (15 - 27 novembre 2014)[36]
- Vente Flash!, exposition exceptionnelle, lancement du Label Nouvel Art Urbain, Le Chêne, centre de création alternatif, avenue de Paris, Villejuif (1er février 2014)[37]
- Projet Consomas, Festival Ici et demain,  10 ans du festival Ici et demain, soirée d'inauguration, Maison des Métallos, Paris (7 mars 2013)[38]
- Objeticide, Mac Paris, Espace Champerret, Carré Mécénat, subventionné par l'Adagp (22 - 25 novembre 2012)[38]
- The Sunny Side of the Street, exposition collective, galerie Nivet-Carzon, dans le 4e arrondissement de Paris (28 juillet - 4 septembre 2012)[38],[39]
- Musée en Herbe, espace Ma première Galerie, Paris (16 mars - 14 avril 2011)[38],[40]

### Publications
- Lor-K, Eat me : recettes urbaines, Pyramyd éditions, novembre 2019, 168 p. (ISBN 978-2-35017-471-6, présentation en ligne)

### Articles et revues
(décembre 2023).
- (fr + en) « Lor-K alchimiste de la rue - street alchemist », Graffiti Art magazine, no 56,‎ juin 2021 (ISSN 1964-4639, résumé)
- Emmanuelle Dreyfus, « Lor-K transforme les déchets en oeuvres d’art », Urbania France,‎ 4 avril 2021 (lire en ligne)
- « Lor-K, artiste magicienne qui transforme les déchets en sculptures », Le petit Léonard, no 258,‎ juin 2020, p. 24-25 (ISSN 1280-9063)
- Cassandre Thomas, « L'appétit vient en bricolant », Fisheye,‎ 26 février 2020 (ISSN 2267-8417, lire en ligne)
- Maïté Darnault (correspondante à Lyon) (photogr. Lor-K), « Recyclage: un bel emballage », Libération, no 12016,‎ 24 janvier 2020, p. I à IV (ISSN 0335-1793, lire en ligne)
- Charlotte Ullmann, « Des déchets bien appétissants », Beaux Arts,‎ 3 mai 2019 (ISSN 0757-2271, lire en ligne)
- « Tracks - Fight club sandwich », Arte,‎ 9 octobre 2018 (lire en ligne)
- Virginie Achouch, « Lor-K sublime nos déchets », L'ADN, no 10,‎ mars 2017 - mai 2017 (ISSN 2425-2220, lire en ligne)
- « L'artiste Lor-K transforme des objets encombrants en oeuvres éphémères », RTS,‎ 17 août 2016 (lire en ligne)
- (en) John Metcalfe, « Who's Behind These Gruesome Murders of Street Furniture? », Bloomberg,‎ 31 octobre 2014 (lire en ligne)

### Télés et vidéos
- [vidéo] IRL / CENTRE POMPIDOU / STUDIO 13-16 / LOR-K sur Vimeo, réalisé en 2022 par Thomas James
- [vidéo] TRACKS - ARTE, « Lor-K, le bourreau du rebut », sur YouTube, mars 2020
- [vidéo] Petites Chroniques Urbaines, « Lor K - Instantané Eat Me #24/30 - Petites Chroniques Urbaines », sur YouTube, septembre 2018
- [vidéo] Gallifet Art Center, « Les Enfants du Graffiti », sur YouTube, avril 2017